# یوروکوپتر ئی‌سی۶۳۵
یوروکوپتر ئی‌سی۶۳۵ (به انگلیسی: Eurocopter EC635) یک بالگرد ساختِ کارخانهٔ ایرباس هلیکوپترز است. نخستین استفاده‌کنندهٔ این بالگرد نیروی هوایی پادشاهی اردن بوده‌است.